# Balla italiano (singolo)
Balla italiano è un brano musicale della cantante italiana Jo Squillo, presentato al Festival di Sanremo 1993.
Il brano, uno dei più orecchiabili della manifestazione, non viene ammesso alla serata finale della stessa, venendo comunque proposto in varie trasmissioni televisive dell'epoca.
Esso è stato pubblicato in CD singolo e disco mix, incluso nell'omonimo album, uscito dopo la manifestazione canora.